# Деацетилазы гистонов

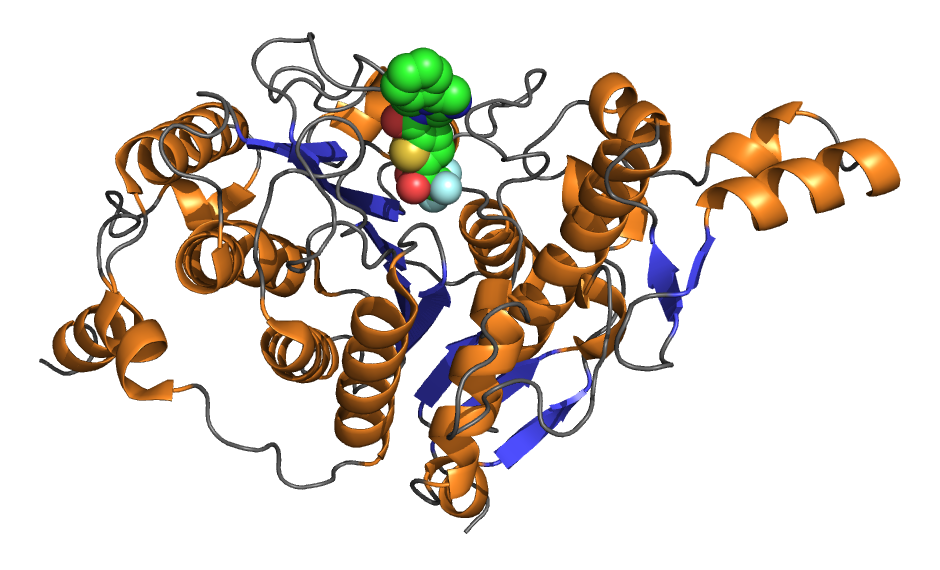
Каталитический домен HDAC4, связанный с ингибитором (показан зелёным цветом).

Деацетилазы гистонов (англ. Histone deacetylases, HDACs), (КФ 3.5.1) — ферменты, катализирующие удаление ацетильной группы ε-N-ацетил-лизина гистонов, внесенные ферментами гистонацетилазами (histone acetylases, HATs) в остатки K3 и K14 гистона Н3 и K5, K8, K12 и K16 гистона Н4, а также остатки некоторых лизинов гистонов Н2А и Н2B. Модифицируя гистоны и изменяя конформацию хроматина, гистондеацетилазы играют важную роль в регуляции экспрессии генов. В то время как гиперацетилирование гистонов под действием гистонацетилаз обычно связано с повышением транскрипционной активности, гистондеацетилазы вызывают гипоацетилирование и вследствие, репрессию генов. Гипоацетилирование приводит к уменьшению промежутка между нуклеосомой и намотанной на неё ДНК. Более плотная упаковка ДНК уменьшает её доступность для транскрипционных факторов, что приводит к транскрипционной репрессии. Обычно гистондеацетилазы действуют в составе крупных комплексов, вместе с другими белками подавляющими активность хроматина. Субстратами гистондеацетилаз могут быть не только гистоны, но и некоторые другие белки (p53, E2F, a-тубулин и MyoD).

## Классификация
Семейство состоит из 18 белков, принадлежащих к 4-м классам. 11 представителей, принадлежащие к I (reduced potassium dependency 3 (RPD3)-подобные; HDAC1, HDAC2, HDAC3, HDAC8) , II (класс дрожжевой гистон деацетилазы 1, Hda1; не путать с HDACI!; HDAC4, HDAC5, HDAC6, HDAC7, HDAC9, HDAC10) и IV классам (HDAC11), названы «классическими» гистон деацетилазами, в то время как представители класса III названы сиртуинами. Представители I и II классов ингибируются трихостатином А (ТСА, TSA), в то время как представители других классов нечувствительны к нему.
У растений семейство гистондеацетилаз тоже включает 18 представителей, принадлежащих к 3 классам: I (RPD3-подобные), HD-туины (встречающиеся только у растений) и сиртуины.
| Класс | Фермент                                                                  | Количество каталитических участков | Клеточная локализация | Тканевое распределение                                  | Субстрат(ы)                                       | Взаимодействующие белки                                                         | Нокаутный фенотип                                                                         |
| ----- | ------------------------------------------------------------------------ | ---------------------------------- | --------------------- | ------------------------------------------------------- | ------------------------------------------------- | ------------------------------------------------------------------------------- | ----------------------------------------------------------------------------------------- |
| I     | HDAC1                                                                    | 1                                  | Ядро                  | Универсальное                                           | Андрогенный рецептор, SHP, p53, MyoD, E2F1, STAT3 | –                                                                               | эмбриональная летальность, повышенное ацетилирование гистонов, повышение уровня p21 и p27 |
| I     | HDAC2                                                                    | 1                                  | Ядро                  | Универсальное                                           | Глюкокортикоидный рецептор, YY1, BCL6, STAT3      | –                                                                               | аномалии сердца                                                                           |
| I     | HDAC3                                                                    | 1                                  | Ядро                  | Универсальное                                           | SHP, YY1, GATA1, RELA, STAT3, MEF2D               | –                                                                               | –                                                                                         |
| I     | HDAC8                                                                    | 1                                  | Ядро                  | Универсальное (?)                                       | –                                                 | EST1B                                                                           | –                                                                                         |
| IIA   | HDAC4                                                                    | 1                                  | Ядро / цитоплазма     | сердце, скелетные мышцы, мозг                           | GCMA, GATA1, HP1                                  | RFXANK                                                                          | Нарушения дифференцировки хондроцитов                                                     |
| IIA   | HDAC5                                                                    | 1                                  | Ядро / цитоплазма     | сердце, скелетные мышцы, мозг                           | GCMA, SMAD7, HP1                                  | REA, Эстрогенный рецептор                                                       | аномалии сердца                                                                           |
| IIA   | HDAC7                                                                    | 1                                  | Ядро / цитоплазма     | сердце, скелетные мышцы, поджелудочная железа, плацента | PLAG1, PLAG2                                      | HIF1A, BCL6, эндотелиновые рецепторы, ACTN1, ACTN4, Андрогенный рецептор, Tip60 | Регулирование целостности сосудов, увеличение MMP10                                       |
| IIA   | HDAC9                                                                    | 1                                  | Ядро / цитоплазма     | скелетные мышцы, мозг                                   | –                                                 | FOXP3                                                                           | аномалии сердца                                                                           |
| IIB   | HDAC6                                                                    | 2                                  | В основном цитоплазма | сердце, печень, почки, плацента                         | α-Тубулин, HSP90, SHP, SMAD7                      | RUNX2                                                                           | –                                                                                         |
| IIB   | HDAC10                                                                   | 1                                  | В основном цитоплазма | печень, селезёнка, почки                                | –                                                 | –                                                                               | –                                                                                         |
| III   | сиртуины млекопитающих (SIRT1, SIRT2, SIRT3, SIRT4, SIRT5, SIRT6, SIRT7) | –                                  | –                     | –                                                       | –                                                 | –                                                                               | –                                                                                         |
| III   | Sir2 дрожжей S. cerevisiae                                               | –                                  | –                     | –                                                       | –                                                 | –                                                                               | –                                                                                         |
| IV    | HDAC11                                                                   | 2                                  | Ядро / цитоплазма     | мозг, сердце, скелетные мышцы, почки                    | –                                                 | –                                                                               | –                                                                                         |

Все деацетилазы гистонов, кроме III класса, содержат цинк и, т. о., являются цинк-зависимыми.

## Механизм катализа
Последовательность из 390 остатков аминокислот образует каталитический домен классических HDAC, который включает также высококонсервативные аминокислоты.
Активный сайт представляет собой слегка искривленный трубчатый карман с более широким дном. Ацетильная группа удаляется путём системы с переменой заряда, состоящей из двух соседних гистидинов, двух аспартатов (на расстоянии примерно 30 аминокислот от гистидинов, разделены приблизительно 6 аминокислотами), а также тирозина (123 аминокислот от аспартатов). Важный компонент системы перемены зарядов — Zn2+, связанный на дне кармана. Для катализа также важны другие кофакторы: большинство рекомбинантных гистондеацетилаз неактивно.

## Сиртуины
Особенность сиртуинов (название взято от одного из представителей — silent information regulator 2 (Sir2)) — использование НАД+ как субстрата. Они не чувствительны к ингибированию ТСА, но чувствительны к сиртинолу. У дрожжей главным образом деацетилирует Н4К16, Н3К56 и Н3К9; в меньшей степени — Н3К14.
Дрожжевой Sir2 участвует, прежде всего в сайленсинге теломерных последовательностей, рРНК, молчащего локуса типа спаривания, а также в подавлении  рекомбинации рДНК. Sir2 также участвует в регуляции продолжительности жизни: он вовлечен в предотвращение образования внехромосомных колец рДНК, связанных со старением клетки.
Sir2 у дрожжей, а также его гомологи у млекопитающих играют ключевую роль в эпигенетическом сайленсинге генов, в репарации и рекомбинации ДНК, клеточном цикле, организации микротрубочек и регуляции старения.

## Ингибиторы гистондеацетилаз (HDACi)
На настоящий момент существует ряд ингибиторов гистондеацетилаз, начиная со сложных соединений выделенных из бактерий и грибов (ТСА, тапоксин), и кончая относительно простыми соединениями (бутират). Большинство HDACi имеют трехкомпонентную структуру, состоящую из цинк-связывающего участка, линкера и последовательностью, взаимодействующей с аминокислотными остатками у входа в активный центр HDAC. Ингибиторы классических деацетилаз функционируют путём вытеснения иона цинка из активного центра и таким образом инактивируя систему смены зарядов. ТСА обладает оптимальной конформацией для попадания в активный центр, имея гидроксаматную группу и пятиуглеродный линкер перед фенильной группой. ТСА вызывает наисильнейший обратимый эффект из известных HDACi (его IC50% находится в наномолярной области). HDACi вызывают гиперацетилирование, активацию транскрипции, и по некоторым данным, активное деметилирование ДНК. Поскольку HDACi замедляют рост и приводят к дифференцировке и апоптозу раковых клеток, ведутся активные разработки по их применению для терапии рака (вориностат, ромидепсин, белиностат).
HDACi индуцируют апоптоз, арест клеточного цикла, старение, дифференцировку, иммуногенность клеток и ингибируют ангиогенез при некоторых видах рака (West et al., 2014). Наиболее успешными примерами использования HDACi являются вориностат и ромидепсин у пациентов с рефракторной кожной и периферической Т-клеточной лимфомой. (Whittaker et al., 2010). В соответствии с химической структурой можно выделить 4 класса HDACi – гидроксаматы, циклические пептиды, алифатические кислоты и бензамиды. Большая часть сведений об этих молекулах основана на онкологических исследованиях. К пан-HDACi (неспецифическим HDACi) в основном относятся гидроксаматы.
Гидроксаматы представлены трихостатином А (TSA), который ингибирует рост клеток при раке легкого и груди (Yoshida et al., 1995) и является пан-клеточным ингибитором HDAC. TSA не вошел в клиническую практику по причине нежелательных явлений – апоптоз нормальных клеток и повреждение ДНК (Rodriguez-Paredes et al., 2011). Суберанилогидроксаминовая кислота (SAHA) (вориностат) также является гидроксаматом, это первый HDACi, одобренный FDA для клинического применения (Grozinger et al., 2002). Его действие приводит к активации антипролиферативных генов p21WAF1, p27 KIP1, DR5 и TNFα, и снижению активности положительных регуляторов роста: CDK2, CDK4, cyclin D1 и cyclin D2. В настоящее время исследуется множество молекул из класса гидроксаматов: e CBHA, LAQ-824, PXD-101, LBH-589, ITF2357, оксамфлатин, ABHA, SBHA, Scriptaid, пироксамид, SK-7041, SK-7068 и тубацин (Falkenberg et al., 2014).
В последнее время ставится под сомнения активность пан-HDACi в отношении HDAC класса IIa, но в результате более подробных исследований открываются «истинные» пан-HDACi, например пандакостат (Bradner et al., 2010). Дальнейшие перспективы пан-HDACi осложняются тем, что они малоэффективны в отношении солидных опухолей, но причины этого остаются неизвестными. В настоящее время значительное внимание уделяется разработке HDACi, селективных к определенным изоформам HDAC. Тем не менее, поиски новых пан-HDACi продолжаются. Свидетельством тому являются и действия фармкомпаний: так, в сентябре 2014 года компании Servier и Pharmacyclists заключили соглашение о совместной разработке абексиностата и других соединений. Появляются пан-HDACi «нового поколения», такие, как гивиностат (Tashima et al., 2014, Zappasodi et al., 2014, Li X et al., 2015, Mahal K et al., 2015), продолжаются и клинические испытания «старых» HDACi, таких, как панабиностат в составе моно- и комбинированной терапии, в том числе и солидных опухолей (Li X et al., 2015).